# 有本尚紀
有本 尚紀（ありもと なおき、1974年6月12日 - ）は、奈良県天理市出身のプロテニス選手。自己最高ランキングは日本9位。得意なプレーはサーブ・アンド・ボレーでサーブの速度は200kmを超えるという。現在では、ITFシニアツアーのダブルスを中心に世界各地を転戦している。
母親がスペイン人で小学校は天理小学校に通ったもののその後スペインへと渡りマドリード日本人学校へと通った。大学は日本の中京大学へと通い、卒業後の1997年よりプロへと転向した。
2007年の埼玉オープンでは優勝。同年の全日本テニス選手権では男子ダブルスにて伊藤竜馬とのペアで出場しベスト8進出を決めたものの、比嘉明人と篠川智大のペアに3-6、3-6で敗れている。
2009年にはTOYOTAの販売する車、iQのコマーシャルに愛甲霞と共に出演した。2009年のトキめき新潟国体には所属のヨネックステニスクラブが新潟県の長岡市にあることから開催地の新潟県代表選手として出場した。
また2010年より名古屋市千種区の覚王山テニスクラブにてテニススクールを開校した。